# Camponotus luctuosus
Camponotus luctuosus é uma espécie de inseto do gênero Camponotus, pertencente à família Formicidae.